# Horsleyhope
Horsleyhope – wieś w Anglii, w hrabstwie Durham. Leży 21 km na zachód od miasta Durham i 386 km na północ od Londynu.